# L'uccellino e il pipistrello
L'uccellino e il pipistrello è una favola attribuita al favolista greco Esopo.

## Trama
Il pipistrello, durante la sua prodigiosa caccia notturna, sentì il cinguettare di un usignolo: proveniva da una gabbia.
Il mammifero chiese all'usignolo perché cantasse solo di notte. Tra le lacrime, l'uccello rispose, che un giorno, cantando, fu preso e ingabbiato dall'uomo.
Il pipistrello allora rimproverò l'uccello per la sua negligenza, dicendogli che avrebbe dovuto pensarci prima.
Morale: Bisogna essere previdenti.